# 200020 Cadi Ayyad
200020 Cadi Ayyad este un asteroid din centura principală de asteroizi.

## Descriere
200020 Cadi Ayyad este un asteroid din centura principală de asteroizi. A fost descoperit pe 14 iulie 2007 la Dauban de Claudine Rinner. Asteroidul prezintă o orbită caracterizată de o semiaxă mare de 3,19 ua, o excentricitate de 0,10 și o înclinație de 17,4° în raport cu ecliptica.